# Villagarcía de la Torre
Villagarcía de la Torre è un comune spagnolo di 1 024 abitanti situato nella comunità autonoma dell'Estremadura.